# О защите немецкого народа
Декрет рейхспрезидента «О защите немецкого народа» от 4 февраля 1933 года представлял собой чрезвычайный декрет с уголовными санкциями, изданный рейхспрезидентом Паулем фон Гинденбургом на основании статьи 48, параграфа 2 Веймарской конституции. Этим декретом в значительной степени ограничивались конституционные права на свободу собраний и свободу прессы.

## Содержание
Декрет позволял запрещать публичные политические собрания, которые не были заявлены, публикации, «содержание которых могло угрожать общественной безопасности или порядку», а также сборы средств «определёнными объединениями» в политических целях, под угрозой тюремного наказания. Министр внутренних дел Рейха Вильгельм Фрик (НСДАП) получил полномочия издавать правовые и административные предписания для выполнения данного декрета. Документ был подготовлен ещё в 1932 году кабинетом фон Папена (также известным как «кабинет баронов»).
Курт фон Шлейхер, предшественник Гитлера на посту рейхсканцлера, не принадлежащий к какой-либо партии, угрожал Коммунистической партии в своей радиоречи 15 декабря 1932 года изданием «жесткого» декрета:
«[…] Необходимое для экономического успокоения устранение всех намеренных беспорядков, к сожалению, потребовало в прошлом введения множества чрезвычайных мер. Я открыто признаю, что считал бы катастрофическим, если бы Германия не смогла в долгосрочной перспективе обойтись без таких строгих положений. Поэтому я попросил господина рейхспрезидента воспользоваться наступившим успокоением как поводом для отмены этих исключительных положений, чтобы наконец вернуться к нормальным правовым условиям. Рейхспрезидент готов удовлетворить это предложение, полагаясь на здравый смысл законопослушного населения, но он также дал понять, что не будет колебаться издать жёсткое постановление о защите немецкого народа, если его ожидания не оправдаются. Я хотел бы предупредить профессиональных провокаторов, равно как и определённые разжигающие страсти, отравляющие атмосферу издания, что такое постановление уже готово и представляет собой действительно выдающуюся работу в своей полноте. Я надеюсь, что его применение не потребуется, как и использование рейхсвера. Однако я также не хочу оставлять коммунистическую деятельность в сомнении, что правительство Рейха не остановится перед введением строгих исключительных мер против Коммунистической партии, если она злоупотребит ослаблением контроля для усиления разжигания ненависти среди населения. […]»
Постановление, подписанное позже рейхсканцлером Адольфом Гитлером, министром внутренних дел Фриком и министром юстиции Гюртнером, использовалось в начавшейся избирательной кампании перед выборами в рейхстаг 5 марта 1933 года для борьбы с левыми партиями и движениями, которые являлись главными политическими противниками НСДАП. Оно было опубликовано 6 февраля 1933 года в «Рейхсгезетцблат» и вступило в силу на следующий день.
Вместе с Указом рейхспрезидента о защите народа и государства и Законом о чрезвычайных полномочиях, принятыми вскоре после прихода нацистов к власти, этот декрет послужил подрывом Веймарской конституции и завершил переход от Веймарской республики к тоталитарной диктатуре. Уголовно-правовые положения, связанные с собраниями (§ 14, 19 постановления), были отменены в ноябре 1934 года Законом о публичных собраниях и урегулированы там по-новому.
Прочие уголовно-правовые положения раздела IV были отменены после Второй мировой войны Законом о Контрольном совете № 55 от 20 июня 1947 года.